# Buffelkopklauwier
De buffelkopklauwier (Lanius bucephalus) is een zangvogel uit de familie Laniidae (klauwieren).

## Verspreiding en leefgebied
Deze soort komt voor in het verre oosten van Azië en telt twee ondersoorten:
- L. b. bucephalus: zuidoostelijk Rusland, noordoostelijk China, Korea, Japan en de nabijgelegen eilanden.
- L. b. sicarius: centraal China.

## Status
De grootte van de populatie is niet gekwantificeerd maar de soort wordt omschreven als vrij algemeen. Op de Rode lijst van de IUCN heeft deze soort de status niet bedreigd.